# Chris Mullin
Christopher Paul Mullin, mais conhecido Chris Mullin (30 de julho de 1963),  é um ex-jogador norte-americano de basquete que jogou para o Golden State Warriors e Indiana Pacers na NBA e também foi membro da Seleção Estadunidense de Basquetebol.

## Prêmios e Homenagens
- NBA:
  - 5 vezes All-Star: 1989, 1990, 1991, 1992 e 1993;
  - 4 vezes All-NBA Team:
    - primeiro time: 1992;
    - segundo time: 1989, 1991;
    - terceiro time: 1990;

  - Número 17 aposentado pelo Golden State Warriors
- Seleção dos Estados Unidos:
  - Jogos Olímpicos:
    -  Medalha de Ouro: 1984
    -  Medalha de Ouro: 1992

  - Jogos Pan-Americanos:
    -  Medalha de Ouro: 1983

  - FIBA Americas Championship:
    -  Medalha de ouro: 1992